# Habitatdirektivet
Habitatdirektivet er det direktiv fra den Europæiske Union ("Direktiv 92/43/EØF af 21. maj 1992"), der har til formål at sikre sårbare og truede biotoper (habitater) og arter. I to bilag findes lister over disse levesteder og arter, og medlemsstaternes regeringer pålægges at registrere områder, som kræver overvågning, særlige plejetiltag og beskyttelse, de såkaldte habitatområder. Direktivet omfatter 24 artikler om lovgivning, som alle medlemsstater skal implentere. Artikel 17 sætter rammer og standarder for rapportering om såvel habitater som for de arter der er oplistede i bilagsmaterialet for hvert enkelt medlemsland. Der kræves ligeledes en statusrapport fra hvert enkelt medlemsland hvert sjette år om naturens tilstand.
I direktivets artikel 2 nævnes formålet med direktivet, nemlig ... at bidrage til at sikre den biologiske diversitet ved at bevare naturtyperne samt de vilde dyr og planter inden for ... medlemsstaternes område...
I artikel 3 pålægges staterne at deltage i samarbejdet, ... et sammenhængende europæisk økologisk net af særlige bevaringsområder under betegnelsen Natura 2000..., som ... omfatter de naturtyper, der er nævnt i bilag I, og levesteder for de arter, der er nævnt i bilag II...
Desuden pålægges landene at bidrage ... til oprettelsen af Natura 2000 i forhold til andelen af naturtyperne og levestederne for arterne efter stk. 1, der er repræsenteret på dens område... og hver stat skal udpege ... lokaliteter som særlige bevaringsområder under hensyn til målene i stk. 1.
Habitatdirektivet omfatter mere end 200 naturtyper og 700 arter af planter og dyr, hvoraf der findes ca. 60 naturtyper og mere end 100 arter i Danmark.
Direktivet lægger vægt på beskyttelsen af naturlige habitater for den vilde flora og fauna, der er hjemmehørende i 5 biogeografiske zoner i det Europæiske fællesskab: alpeområdet, det atlantiske område, det kontinentale område, det makaronesiske område og Middelhavsområdet. Ved revisionen i 2007 er yderligere 4 zoner medtaget, nemlig sortehavsområdet, det boreale område, det pannoniske område og steppeområdet.

## Definition
Den europæiske union og dens medlemslande har defineret habitater som "zoner til lands eller til vands, der udskiller sig ved deres geografiske, abiotiske eller biotiske karaktertræk, hvad enten de er fuldstændigt naturlige eller "halvnaturlige". Direktivet præciserer, at visse naturlige habitater er af samfundsmæssig interesse. Det er de habitater inden for direktivets område, som er:
- i fare for at forsvinde (i deres naturlige udbredelsesområde) eller
- har et reduceret, naturligt udbredelsesområde som følge af deres tilbagegang eller på grund af, at deres område har været begrænset fra begyndelsen, eller
- er bemærkelsesværdige eksempler på ægte karaktertræk for én eller flere af Europas biogeografiske regioner (alpin, atlantisk, nordlig, kontinental, makaronesisk, mediterran eller pannonisk).[3]

Habitater er en sammensat størrelse, som indgår i studiet af miljøpåvirkningerne og lokaliteternes oprindelige tilstand, men økologerne bruger flere forskellige metoder til at kortlægge og analysere disse.. Man skelner ofte mellem habitater, som omfatter talrige arter og en enkelt arts habitat, der ofte er lettere at bedømme. I et vist omfang kan den nuværende tilstand sammenlignes med den, som man formoder har været miljøets oprindelige (se Potentiel vegetation), og på den måde kan man i brede træk vurdere en tendens til forbedring eller forringelse.

## Historie
Fra 1988 til 1992 havde habitatdirektivet stor vigtighed for nationalt plan for eksperter, videnskabsfolk og miljøforkæmpere; senere i 1990'erne affødte det yderligere politiske, sociale og administrative diskussioner i de relevante lande.
Som følge af forskelle i naturbeskyttelsestraditioner er der opstået nationale problemer ved implementeringen af direktivet. Medlemsstaterne i syd- og Østeuropa deltog mindre i naturpolitikken, og de oplevede derfor problemer med EU's bestemmelser. I Tyskland, Italien og Belgien forårsagede konflikter mellem forskellige regeringslag lange forsinkelser i udøvelsen og styring af naturpolitikkerne. Omvendt var der positive resultater i Storbritannien og Sverige, bl.a. som følge af proaktive myndigheder og offentlig deltagelse.
Ifølge en rapport fra 2014 var der øgede uforeneligheder i Natura 2000-politikkens økonomisk udvikling.
EU-Kommissionen præsenterede 27. april 2017 en 15 punkts handlingsplan for at få ”en hurtig forbedring” af ulandenes implementering af fugle- og habitatsdirektiverne. Baggrunden er, at kun omkring halvdelen af fuglene og en del af de beskyttede arter og naturtyper har tilstrækkelige udviklingsmuligheder i dag. Planen skal blandt andet øge viden om naturovervågning og budgetterne til LIFE – EU's støtteprogram for natur og miljø forhøjes samtidig med 10 procent til natur og biodiversitet.
19. oktober udsendte Det Europæiske Miljøagentur, EEA en rapport, baseret på videnskabelige undersøgelser af mere end 2.000 arter og levesteder, som har behov for bevaring eller genoprettelse. Den viser at tabet af biodiversitet fortsætter i hele EU, med en generelt dårlig tilstand for økosystemer, levesteder og arter i Europa. Kun 15 % af habitatvurderingerne har en god bevaringsstatus, mens 81 % har en dårlig eller ringe bevaringsstatus på EU-niveau. I Danmark er det mere end 70% af de beskyttede levesteder har status som dårligt bevarede, og vi har sammen med Belgien og Storbritannien den laveste andel af levesteder, som er godt bevarede
EEA's rapport viser dog også en positiv udvikling i bevaringsindsatsen. Både antallet og typerne af områder, der er beskyttet under Natura 2000-nettet, er steget gennem de seneste 6 år, og EU har opfyldt de globale mål om beskyttelse for ca. 18 % af unionens landområder og næsten 10 % af havområderne. Disse mål er dog under forandring, og den danske regering tilsluttede sig i september 2020et verdensmål der siger at 30 pct. af klodens land og hav skal beskyttes for at sikre natur og biodiversitet.

## Natura 2000
Natura 2000 er et projekt, som udspringer af direktivet. Her pålægges medlemslandene ansvaret for at sikre de områder, der udpeges i direktivet og at sørge for, at de anvendes på en måde, så der tages særlige hensyn til bilagenes registreringer af truede arter og biotoper. I Danmark blev områderne udpeget i perioden 1998-2004.
Natura 2000 består af habitat- og fuglebeskyttelsesområder. Ramsarområderne er en del af fuglebeskyttelsesområderne, og de kaldes ligeledes for internationale naturbeskyttelsesområder. Habitat- og fuglebeskyttelsesområderne under Natura 2000 danner tilsammen et økologisk netværk af beskyttede naturområder gennem hele EU.

## Situationen i Danmark
I Danmark findes der 261 habitatområder med et samlet areal på ca. 19.300 km², hvoraf hovedparten er hav. De omfatter 8% af landområderne, samt 18% af havene indenfor dansk territorialfarvand Områderne er udpeget med henblik på beskyttelse af truede dyre- og plantearter. Moser, søer og åløb udgør en væsentlig del af habitaterne. Urørt skov er stort set udryddet, således at der er tale om tilbageføring og genskabelse af områder, der har været opdyrket i årevis.
Habitaterne er omfattet af bestemmelserne i Naturbeskyttelsesloven. Den indeholder blandt andet bestemmelser om søer, vandløb, heder, moser, strandenge, strandsumpe, ferske enge, overdrev og skove. En af hovedreglerne er, at der ikke må foretages ændringer i disse områders natur, herunder et forbud mod at opføre bygninger. Der findes dog en række undtagelsesbestemmelser, blandt andet for landbrugsejendomme og havneanlæg.

### Natura 2000 i Danmark
Danmark forpligtede sig i 2001 og bekræftede denne forpligtigelse i 2010 til at stoppe tabet af biodiversitet inden 2020.
På baggrund af, at en rapport fra EU kommissionen har fastslået, at målene med Natura 2000 ikke implementeres i ønskeligt omfang, har den danske regering i september 2020 tilsluttet sig et verdensmål der siger at 30 pct. af klodens land og hav skal beskyttes for at sikre naturen og biodiversiteten. Da Danmark angiveligt har været et af de lande i Europa, der er længst fra at opfylde disse mål, kræver det en særlig indsats, specielt vedrørende genetablering ag "uberørt natur".
Regeringen (Socialdemokratiet), Radikale Venstre, SF, Enhedslisten og Alternativet har i december 2020 indgået en aftale om en natur- og biodiversitetspakke, der sikrer 888 mio. kroner i 2021-2024 til at forbedre biodiversiteten i Danmark. Det betyder blandt andet, at de to tidligere vedtagne naturnationalparker suppleres med yderlige 13. "urørte" områder.